# COBOL/S
COBOL/Sとは日本電気（NEC）の汎用機（ACOS）用にNEC独自拡張したCOBOL言語であり、簡略化用言語、構造化言語、デシジョンテーブル用言語、ドキュメント用言語を付加したものである。1969年に水野幸男が篠沢昭二らとともに構造化プログラミングができるように機能拡張を実施した。Sは、Structure（構造化）の意味である。実装としては、COBOL/S言語で書かれた言語を通常のCOBOL言語に変換するプリプロセッサとして動作する。現在では、ACOS以外にHP-UXやWindows上でも提供されている。以下のような制御文が拡張されている。

## IF文
```
IF: ［条
件式］

 ［処理1］

ELSE
:

 ［処理2］

END
:

```

## CASE文
```
CASE
:

OF: ［条
件式
1
］

 ［処理1］

OF: ［条
件式
2
］

 ［処理2］

･･･

OTHER:

 ［処理n］

END
:

```

## LOOP文
```
LOOP
:

 
［処理］

END
:

```

## WHILE文
```
WHILE:
 
［条件式］

 
［処理］

END
:

```